# Herrarnas terränglopp i mountainbike vid olympiska sommarspelen 2008
Herrarnas terränglopp i mountainbike vid olympiska sommarspelen 2008 ägde rum den 23 augusti i Laoshan Mountain Bike Course.
Mountainbike-loppet är en masstart. Endast ett lopp hålls varefter den som kommer först i mål vinner. Cyklister som blir varvade på banan avslutar det varv de befinner sig på, därefter avbryter de tävlingen.

## Medaljörer
| Event                 | Guld                     | Silver                           | Brons                 |
| Herrarnas terränglopp | Julien Absalon Frankrike | Jean-Christophe Péraud Frankrike | Nino Schurter Schweiz |

## Resultat
| Placering | Cyklist                       | Tid     |
| --------- | ----------------------------- | ------- |
|           | Julien Absalon (FRA)          | 1:55:59 |
|           | Jean-Christophe Péraud (FRA)  | 1:57:06 |
|           | Nino Schurter (SUI)           | 1:57:52 |
| 4         | Christoph Sauser (SUI)        | 1:57:54 |
| 5         | Marco Aurelio Fontana (ITA)   | 1:59:59 |
| 6         | Christoph Soukup (AUT)        | 2:00:11 |
| 7         | Liam Killeen (GBR)            | 2:00:14 |
| 8         | Inaki Lejarreta Errasti (ESP) | 2:00:21 |
| 9         | Sven Nys (BEL)                | 2:01:00 |
| 10        | José Antonio Hermida (ESP)    | 2:01:01 |
| 11        | Manuel Fumic (GER)            | 2:01:16 |
| 12        | Oliver Beckingsale (GBR)      | 2:01:25 |
| 13        | Marek Galinski (POL)          | 2:01:29 |
| 14        | Cedric Ravanel (FRA)          | 2:01:38 |
| 15        | Burry Stander (RSA)           | 2:01:58 |
| 16        | Moritz Milatz (GER)           | 2:02:59 |
| 17        | Fredrik Kessiakoff (SWE)      | 2:03:09 |
| 18        | Jaroslav Kulhavy (CZE)        | 2:03:20 |
| 19        | Roel Paulissen (BEL)          | 2:03:30 |
| 20        | Geoff Kabush (CAN)            | 2:03:55 |
| 21        | Rubens Donizete (BRA)         | 2:05:19 |
| 22        | Jianhua Ji (CHN)              | 2:05:29 |
| 23        | Andras Parti (HUN)            | 2:06:00 |
| 24        | Kashi Leuchs (NZL)            | 2:06:30 |
| 25        | Jakob Fuglsang (DEN)          | 2:06:41 |
| 26        | Hector Leonardo Paez (COL)    | 2:06:46 |
| 27        | Dario Alejandro Gasco (ARG)   | 2:07:04 |
| 28        | Carlos Coloma Nicolas (ESP)   | 2:09:05 |

### Kom ej i mål
- Robin Seymour (IRL) (gav upp på andra varvet)
- Florian Vogel (SUI) (gav upp på femte varvet)
- Antipass Kwari (ZIM) (varvad med sex varv kvar)
- Federico Ramirez (CRC) (varvad med fem varv kvar)
- Kohei Yamamoto (JPN) (varvad med tre varv kvar)
- Mannie Heymans (NAM) (varvad med tre varv kvar)
- Seamus McGrath (CAN) (varvad med tre varv kvar)
- Todd Wells (USA) (varvad med tre varv kvar)
- Sergii Rysenko (UKR) (varvad med tre varv kvar)
- Yury Trofimov (RUS) (varvad med två varv kvar)
- Chun Hing Chan (HKG) (varvad med två varv kvar)
- Daniel McConnell (AUS) (varvad med två varv kvar)
- Emil Lindgren (SWE) (varvad med två varv kvar)
- Bart Brentjens (NED) (varvad med två varv kvar)
- Cristobal Silva (CHI) (varvad med två varv kvar)
- Bilal Akgul (TUR) (varvad med två varv kvar)
- Rudi van Houts (NED) (varvad med två varv kvar)
- Wolfram Kurschat (GER) (varvad med två varv kvar)
- Filip Meirhaeghe (BEL) (varvad med två varv kvar)
- Klaus Nielsen (DEN) (varvad med ett varv kvar)
- Yader Zoli (ITA) (varvad med ett varv kvar)
- Adam Craig (USA) (varvad med ett varv kvar)